# リック・バーマン
リチャード・キース・"リック"・バーマン（Richard Keith “Rick” Berman, 1945年12月25日 - ）は、アメリカ合衆国のプロデューサー、脚本家である。『スタートレック』シリーズを手がけたことで知られ、『新スタートレック』、『スタートレック:ディープ・スペース・ナイン』、『スタートレック:ヴォイジャー』、『スタートレック:エンタープライズ』、そして映画版への参加で知られる。

## 生い立ちと私生活
ニューヨーク州ニューヨークで生まれる。1980年に結婚し、息子2人と娘1人をもうけた。

## キャリア

### 初期の作品
1977年から1982年までは『The Big Blue Marble』でシニアプロデューサーを務めていた。1982年から1984年のあいだはHBOの『What on Earth』やPBSの『The Primal Mind』などでインディペンデントプロデューサーを務めた。1984年にパラマウントに入社し、『チアーズ』、『冒険野郎マクガイバー』、『Webster』などに参加した。その後すぐにドア欄番組のエグゼクティブディレクターとなり、1986年にはパラマウント・テレビジョン・ネットワークの副社長となった。

### 『スタートレック』
1987年、ジーン・ロッデンベリーはバーマンとモーリス・ハーレイを『新スタートレック』のクリエイターに指名した。当初彼はロバート・H・ジャストマンと共にスーパーバイジングプロデューサーを務めていたが、ジャストマンがコンサルティングプロデューサーに変更された後にバーマンは共同エグゼクティブプロデューサーに昇格した。ロッデンベリーの健康が悪化するとバーマンは引き継ぎ、さらにハーレイが降板するとエグゼクティブプロデューサーに昇格した。バーマンは『新スタートレック』では第4シーズン第3話「永遠の絆」と第5シーズン第9話「26世紀のタイム・トラベラー」の脚本を執筆した。最終年には番組はエミー賞にノミネートされた。
『新スタートレック』の第6シーズンの最中にバーマンはマイケル・ピラーと共に『スタートレック:ディープ・スペース・ナイン』を立ち上げた。これにより史上初めて同時期に2つの『スタートレック』シリーズが放送されることとなった。『新スタートレック』完結後、バーマンはピラーとジェリ・テイラーと共に『スタートレック:ヴォイジャー』を開始した。さらに2001年にはブラノン・ブラーガと共に『スタートレック:エンタープライズ』を始めた。またこの時期に『新スタートレック』をベースとした映画『スタートレック ジェネレーションズ』（1994年）、『スタートレック ファーストコンタクト』（1996年）、『スタートレック 叛乱』（1998年）、『ネメシス/S.T.X』（2002年）が公開され、バーマンはプロデューサー及び原案としてクレジットされた。